# Wawrzyniec Andrzej Soświński
Wawrzyniec Andrzej Soświński (ur. 11 sierpnia 1799 w Krakowie, zm. 14 grudnia 1850 w Krakowie) – polski prawnik; profesor i dziekan Wydziału Prawa Uniwersytetu Jagiellońskiego, członek Towarzystwa Naukowego Krakowskiego, adwokat przy Sądach Wolnego Miasta Krakowa i jego okręgu.
Syn Józefa Soświńskiego i Jadwigi Teresy Jaworskiej. W latach 1810–1816 uczęszczał do Gimnazjum Św. Anny w Krakowie. Od roku 1817 studiował na Uniwersytecie Jagiellońskim filozofię, matematykę, chemię, mineralogię, a od 1818 prawo. W roku 1821 otrzymał stopień magistra obojga praw. W roku 1824 został mianowany adwokatem przy Magistraturach Sądowych Wolnego Miasta Krakowa. W roku 1827 uzyskał stopień doktora obojga praw. W roku 1845 mianowany profesorem przez Senat Rządzący Wolnego Miasta Krakowa. W roku 1848 został wybrany dziekanem Wydziału Prawa Uniwersytetu Jagiellońskiego, które to stanowisko piastował aż do śmierci.
Pochowany na cmentarzu Rakowickim w Krakowie.
Żonaty z Florianną Anastazją Małecką, z którą miał pięcioro dzieci.